# Georgina Stoker
Pour les articles homonymes, voir Stoker.
Georgina Stoker, née le 24 octobre 1985 à Victoria (Hong Kong), est une joueuse professionnelle de squash représentant l'Angleterre. Elle atteint en décembre 2006 la 47e place mondiale sur le circuit international, son meilleur classement.